# Абуль-Бака Халид I ан-Насир ибн Яхья
Абуль-Бака Халид I (или Абуль-Бака Халид I ан-Насир ибн Яхья, араб. أبو البقاء خالد الناصر‎, ум. 1311) — девятый правитель государства Хафсидов в Ифрикии в 1309—1311 году, восьмой халиф Хафсидов.

## Биография
Абуль-Бака был сыном Абу Закарии Яхья ибн Ибрахима и внуком халифа Ибрахима I.
Ещё в 1307/1308 году халиф Абу Абдалла Мухаммад II аль-Мустансир подписал договор с отцом Абуль-Баки, по которому, ради прекращения династических споров, наследником халифа объявлялся Абуль-Бака, который после смерти отца унаследовал титул эмира Беджаи. Однако шейхи Альмохадов из Туниса проигнорировали договор и после смерти Мухаммада возвели на трон Абу Бакра, двоюродного брата Абуль-Баки. Через 17 дней Абу Бакр был свергнут Абуль-Бакой, который прибыл с армией из Беджаи. Своего брата Абу Бакра II халиф назначил правителем Константины.
В 1311 году Абуль-Бака был свергнут шейхом Альмохадов и визирем Закарией ибн аль-Лихьяни. Началась новая династическая война, так как брат свергнутого халифа Абу Бакр II захватил Беджаю и стал независимым эмиром (1312).